# 柏度·文迪斯
柏度·米基爾·達施華·文迪斯（Pedro Miguel da Silva Mendes，1979年2月26日—），通常稱為柏度·文迪斯（Pedro Mendes），是一名葡萄牙足球運動員，擔任中場，攻守兼备。辗转国外联赛多年后於2010年回流祖家加盟葡超球會士砵亭。

## 榮譽
波圖
- 葡萄牙超級盃冠軍：2003年
- 葡萄牙超級聯賽冠軍：2004年
- 歐洲冠軍聯賽冠軍：2004年

樸茨茅夫
- 英格蘭足總盃：2008年

格拉斯哥流浪
- 蘇格蘭足球超級聯賽冠軍：2008/09年；

## 外部連結
- 足球数据库：文迪斯的球员统计数据